# Compagnie des chemins de fer de l'Est
De Compagnie des chemins de fer de l'Est, soms "Compagnie de l'Est" of "l'Est" genoemd, is een Franse naamloze vennootschap die op 17 december 1845 werd opgericht onder de naam van Compagnie du chemin de fer de Paris à Strasbourg. 
L'Est werd een van de zes belangrijkste Franse spoorwegmaatschappijen die de 1ste januari 1938 werd genationaliseerd om de Société Nationale des Chemins de fer Français (SNCF) te vormen.

## Geschiedenis
De Compagnie du chemin de fer de Paris à Strasbourg startte als de maatschappij die de spoorlijn van Parijs naar Straatsburg uitbaatte. 
De naam werd veranderd op 21 januari 1854 na de overname van twee andere spoorwegmaatschappijen, de "Compagnie du chemin de fer de Montereau à Troyes" en de "Compagnie du chemin de fer de Blesme et Saint-Dizier à Gray", en het verkrijgen van nieuwe concessies. De overnames en de nieuwe concessies werden toegekend met het keizerlijk decreet van 17 augustus 1853. Het betrof concessies van Parijs naar Mulhouse, met aftakking naar Coulommiers, van Nancy naar Gray langs Épinal en Vesoul en van Parijs naar Vincennes en Saint-Maur.
Het hoofdstation van de Compagnie du chemin de fer de Paris à Strasbourg, gelegen in het 10e arrondissement van Parijs, kreeg bij opening in 1849 de naam "Embarcadère de Strasbourg", daar Straatsburg het eindpunt was van de lijn die in het kopstation begon. Na de start van de aanleg van de spoorlijn naar Mulhouse werd het station in 1854 hernoemd naar de huidige naam, Paris Gare de l'Est.
Snel volgden verdere overnames, de "Compagnie du chemin de fer de Strasbourg à Bâle" werd overgenomen op 20 april 1854, de "Compagnie du chemin de fer de Mulhouse à Thann" op 29 mei 1858 en de "Compagnie des chemins de fer des Ardennes" op 11 juni 1863.
De Compagnie de l'Est verloor een deel van zijn spoorwegnet, meer specifiek in Moselle en de Elzas door de Frans-Duitse Oorlog en de daaropvolgende overgang van Elzas-Lotharingen naar het Duitse Keizerrijk in 1871. Na het einde van de Eerste Wereldoorlog was l'Est niet meer geïnteresseerd dit net terug in beheer te nemen, omdat het intussen volledig anders was ingericht, onder meer in signalisatie en rijrichting, rechts zoals toen in Duitsland gebruikelijk. Om die reden werd in 1919 een Frans overheidsbedrijf, de "Administration des chemins de fer d'Alsace et de Lorraine" opgericht om dit deel van het net te beheren tot eind 1937 ook dit net overging in de SNCF.

## Spoorwegnet
- Spoorlijn Noisy-le-Sec - Strasbourg-Ville (aanleg van 1849 tot 1852)
- Spoorlijn Paris-Est - Mulhouse-Ville (aanleg van 1854 tot 1858)

### Lijnen in de provincie
- Spoorlijn Straatsburg - Bazel (aanleg van 1839 tot 1846, aangelegd door Compagnie du chemin de fer de Strasbourg à Bâle, overname in 1854)
- Spoorlijn Mulhouse - Thann (aanleg in 1839, aangelegd door Compagnie du chemin de fer de Mulhouse à Thann, overname in 1858)
- Spoorlijn Montereau - Troyes (aanleg van 1846 tot 1848, aangelegd door Compagnie du chemin de fer de Montereau à Troyes, overname in 1854)
- Spoorlijn Rémilly - Forbach (aanleg in 1851)
- Spoorlijn Gray - Saint-Jean-de-Losne (aanleg van 1852 tot 1855)
- Spoorlijn Blesme-Haussignémont - Chaumont (aanleg van 1854 tot 1857)
- Spoorlijn Metz-Ville - Zoufftgen (aanleg van 1854 tot 1859)
- Spoorlijn Soissons - Givet (aanleg van 1858 tot 1863)
- Spoorlijn Mohon - Audun-le-Roman (aanleg van 1858 tot 1865)
- Spoorlijn Straatsburg - Kehl (aanleg in 1861)
- Spoorlijn Longuyon - Mont-Saint-Martin (aanleg in 1863)
- Spoorlijn Sélestat - Saverne (aanleg van 1864 tot 1877)
- Spoorlijn Charleville-Mézières - Hirson (aanleg in 1869)
- Spoorlijn Vrigne-Meuse - Vrigne-aux-Bois (aanleg in 1873)
- Spoorlijn Laveline-devant-Bruyères - Gérardmer (aanleg van 1874 tot 1878, aangelegd door Compagnie du Chemin de fer des Vosges, overname in 1883)
- Spoorlijn Trilport - Bazoches (aanleg van 1885 tot 1894)

### Voorstadslijnen rond Parijs
- Spoorlijn Longueville - Provins - Esternay (aanleg van 1858 tot 1902)
- Ligne de Vincennes, Paris Gare de la Bastille - Verneuil-l'Étang (aanleg in 1859, nu deels traject RER A)
- Spoorlijn Gretz-Armanvilliers - Tournan - Coulommiers - Esternay - Sézanne (aanleg van 1861 tot 1885)
- Spoorlijn Bondy - Aulnay-Sous-Bois (aanleg in 1875, tegenwoordig tramlijn 4)
- Spoorlijn Meaux - La Ferte-Milon - Reims (aanleg in 1894, tot 1954 de hoofdroute naar Charleville-Mézières)
- Spoorlijn Esbly - Crécy-la-Chapelle (aanleg in 1902)